# Hemmatabad
Hemmatābād (farsi عشق‌آباد) è una città dello shahrestān di Nishapur, circoscrizione di Taghenkoh, nella provincia del Razavi Khorasan in Iran. Aveva, nel 2006, una popolazione di 1.447 abitanti. 